# Carlo Janka
Carlo Janka (15. listopada 1986. Obersaxen) je švicarski alpski skijaš. 
Carlo je premijerni nastup u svjetskom skijaškom kupu imao 21. prosinca 2005. u utrci veleslaloma u Kranjskoj Gori, ali nije završio prvu vožnju. Prve bodove osvojio je u talijanskoj Alta Badiji 17. prosinca 2006., gdje je u veleslalomskoj utrci završio na 20. mjestu. Prve značajnije rezultate počeo je bilježiti u sezoni 2008./09. Na prvo postolje popeo se u kanadskom Lake Louisu. Bio je drugi u spustu. Na prvu pobjedu nije dugo čekao. Dogodila se u Val d'Isereu u Francuskoj, 13. prosinca 2008. u veleslalomu. To će mu skijalište ostati u ugodnom sjećanju. Na tom je skijalištu prvo osvojio brončano odličje u spustu, da bi 13. veljače 2009. osvojio i naslov svjetskog prvaka u veleslalomu.

## Pobjede u Svjetskom kupu
9 pobjeda (4 u veleslalomu, 3 u spustu i 2 u superkombinaciji)
| Nadnevak           | Skijalište             | Disciplina       |
| ------------------ | ---------------------- | ---------------- |
| 13. prosinca 2008. | Val d'Isère            | Veleslalom       |
| 16. siječnja 2009. | Wengen                 | Superkombinacija |
| 4. prosinca 2009.  | Beaver Creek           | Superkombinacija |
| 5. prosinca 2009.  | Beaver Creek           | Spust            |
| 6. prosinca 2009.  | Beaver Creek           | Veleslalom       |
| 16. siječnja 2010. | Wengen                 | Spust            |
| 10. ožujka 2010.   | Garmisch-Partenkirchen | Spust            |
| 12. ožujka 2010.   | Garmisch-Partenkirchen | Veleslalom       |
| 5. ožujka 2011.    | Kranjska Gora          | Veleslalom       |

## Vanjske poveznice
- FIS profil